# De zwarte gondel
De zwarte gondel is een  stripverhaal uit de reeks van Jerom.

## Locaties
Dit verhaal speelt zich af op de volgende locaties:
- Morotari-burcht, Venetië, San Marcoplein, Biënnale van Venetië, Murano, terras, hotel, Burano, scheepswrak, kasteel

## Personages
In dit verhaal spelen de volgende personages mee:
- Jerom, tante Sidonia, professor Barabas, Odilon, gondelier, schipper plezierboot, glasblazers, gids, Vittorio (kunstschilder), ober, kidnappers, Frederico della Aqua (markies), Angela (dochter van de markies), bewakers, politie

## Het verhaal
Jerom en Odilon zijn enkele dagen op vakantie in Venetië en ze varen in een gondel door de vele kanalen in de stad. Ze slenteren over het San Marcoplein en bekijken de nieuwste kunst in de Biënnale. Met een plezierboot gaan ze naar de lagunen en het eiland Murano, waar veel glasblazerijen zijn. Op een terras laten ze zich schilderen, maar dan wordt de kunstschilder beschuldigd van valsmunterij door een ober. Hij heeft geld op een tafel geschilderd en Jerom ziet de humor hier van in en betaald zijn consumpties. Later wordt de man ontvoerd en Jerom en Odilon volgen de kidnappers, maar raken hen kwijt. Ze nemen de map met tekeningen van de man mee naar het hotel en zien plekjes in de stad en drie portretten van dezelfde man. Dan nemen ze contact op met Morotari en tante Sidonia zoekt met een computer uit wie deze man is. 

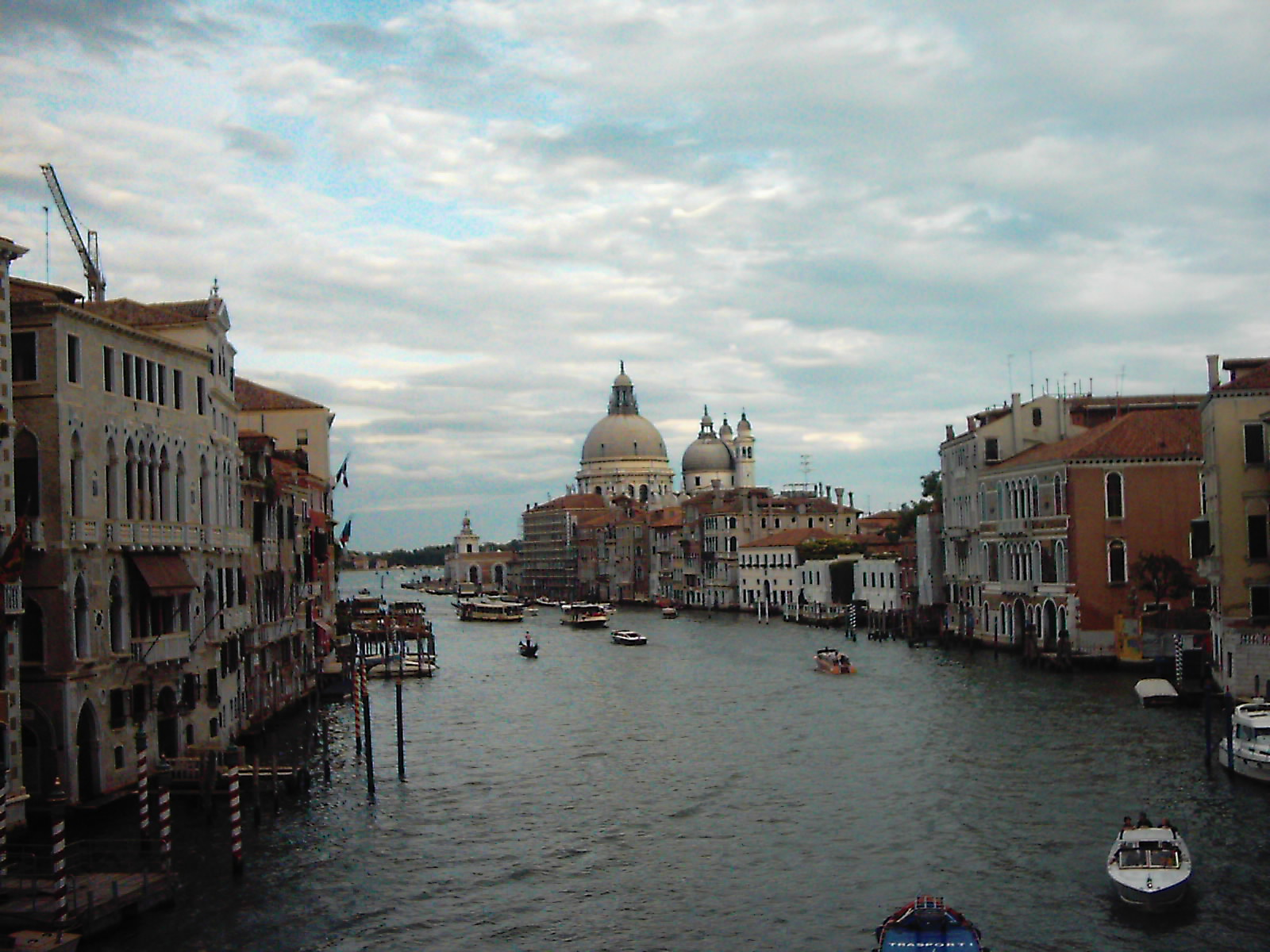
Het Canale Grande in Venetië

De man op de schets blijkt Frederico delle Aqua te zijn, hij woont in een paleis van het Canale Grande en Jerom en Odilon gaan naar hem toe. Ze betreden het paleis en ontwapenen een bewaker, waarna de markies tussenbeide komt. Jerom en Odilon leggen uit dat ze de gouden stuntmannen zijn en de kunstschilder zoeken. Dan legt de markies uit dat Vittorio niet gevangen wordt gehouden. De vijfjarige dochter van de markies is ontvoerd en de boeven eisen losgeld en dreigen het kind te doden als de politie wordt gewaarschuwd. De bewakers van de markies ontdekten dat de kunstschilder geld kan namaken en namen hem mee. Vittorio wil de markies helpen. Dan komt een zwarte gondel naar het paleis en er wordt gemeld dat er over drie dagen betaald moet worden op het strand van het eiland Burano, links van het scheepswrak. Jerom wil de gondel tegenhouden, maar deze verdwijnt.
Vittorio begint met zijn klus en Jerom en Odilon worden naar de drukpers in de kelder gebracht en maken de ruimte klaar voor gebruik. Jerom neemt ontact op met professor Barabas en deze stuurt een aktetas met een ingebouwde zender met een raket naar Venetië. De hele avond wordt doorgewerkt en de volgende dag gaan de markies en Odilon met een speedboot  naar de lagune en leggen de aktetas op het strand van het eiland Burano. De gondel komt nabij het strand en vaart weg, zonder de tas mee te nemen. De professor vertelt dat ze waarschijnlijk het signaal van de zender hebben opgevangen. De gondel komt weer naar het paleis en eist nogmaals het losgeld, maar zonder zender. Ditmaal brengt Jerom het pakket met zijn motor naar het eiland. Odilon is stiekem meegereist en als de kidnappers op het eiland komen wordt hij gezien en meegenomen. Jerom ziet dit gebeuren en volgt de gondel, maar dit blijkt een duikboot te zijn en het voertuig verdwijnt weer. 
De duikboot gaat via een oude riolering naar de kelders van een kasteel en Odilon wordt naar de chef van de bende gebracht. Hij wordt opgesloten bij het ontvoerde meisje en samen kunnen ze uit het kasteel ontsnappen. Odilon neemt het meisje mee naar de duikboot, maar hij heeft moeite met de besturing en komt op het strand terecht. Jerom kan de bende kidnappers verslaan, maar de chef gaat met de duikboot van het eiland. Jerom kan de duikboot tegenhouden en de markies komt met agenten naar het eiland. Hij is blij zijn dochter ongedeerd te zien en vertelt dat ze toch de politie hebben gewaarschuwd, omdat Jerom en Odilon erg lang wegbleven. De kidnappers zullen een zware straf krijgen en iedereen wordt met de politieboot terug naar Venetië gebracht. In het paleis wordt de thuiskomst van Angela gevierd en Odilon en Vittorio verbranden al het valse geld.